# Habanero

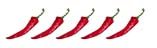
Pálivost 100 000 až 350 000 SHU

Habanero je odrůda papriky čínské (Capsicum chinense Jacquin). Její název je odvozen ze španělského pojmenování Havany. Jedná se o jednu z nejpálivějších paprik (vůbec nejpálivější paprikou je hybridní chilli paprička Carolina Reaper, hned za ní je chilli paprička Trinidad Moruga Scorpion původem z Trinidadu). Nezralé habaneros jsou zelené, ale v průběhu zrání svou barvu mění. Nejběžnější barvy papričky jsou oranžová a červená, ale i bílá, hnědá a růžová jsou také občas k vidění. Typická zralá habanero je 2–6 cm velká.
Většina papriček habanero dosahuje pálivosti 200 000 – 300 000 Scovilleových jednotek pálivosti (SHU). Pro srovnání kajenský pepř má 30 000 – 50 000 SHU, paprička Trinidad Moruga Scorpion má 2 000 000 SHU a pepřové spreje mezi 2 000 000 až 5 300 000 SHU.
Původ papriček je pravděpodobně na Kubě, odkud se paprička dostala na Yucatán, kde se jí ročně sklidí zhruba 1500 tun. Dalšími místy, kde se ve větším množství pěstuje jsou Belize, Kostarika a některé státy USA (Texas, Idaho a Kalifornie).
Pálivost papričky a její delikátní chuť z ní dělá populární přísadu omáček a jídel.

## Pěstování habanera
Habaneru se dobře daří v teplém klimatu, avšak příliš slunce může škodit listům rostliny. Jako u všech paprik se habaneru daří v oblastech s dostatkem slunce a půdou o kyselosti 5–6 pH. Rostlinky se doporučuje zalévat jen když je velké sucho. Přílišné zalévání papriček způsobuje jejich hořkost, která je nežádoucí. Chuť i vůně habanera je příjemná, připomínající citrusy.
Papričky habaneros se dají dobře pěstovat ve skleníku. Rostlinu lze zařadit mezi trvalky, což znamená, že při správné péči může plodit i několik let. V tropickém a subtropickém prostředí, dokud jsou podmínky příznivé, habanero plodí průběžně po celý rok. V Česku musíme počítat s tím, že vypěstované papričky nedosáhnou takové pálivosti jako v oblastech s teplejším klimatem.

## Zajímavost
Křížením červené papričky habanero s papričkou Bhut Jolokia vznikl v roce 2012 v Jižní Karolíně hybrid Carolina Reaper, v současnosti (2025) druhá nejpálivější chilli paprička světa.
TigerPaw-NR, hybridní kultivar papričky habanero vyšlechtěný roku 2006 v jihokarolínském Charlestonu, je odolný vůči většině hlístic. Jeho pálivost činí 265–328 tisíc Scovilleových jednotek.